# Envit
L'envit és una aposta estratègica consistent en augmentar la posta inicial durant el transcurs d'una partida. Quan un jugador fa un envit obliga a la resta de jugadors a igualar aquesta nova quantitat arriscada. Qualsevol jugador que no estigui disposat a igualar l'envit queda exclòs de la partida, i perd tot el que hagi apostat fins aleshores.

## Tipologia i desenvolupament

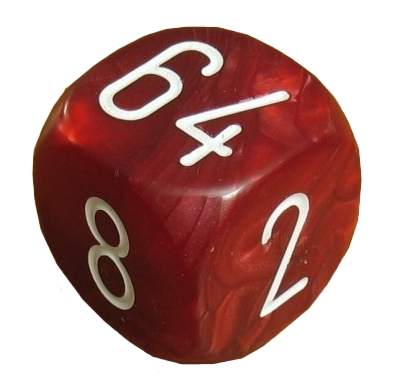
Dau de doblar en el joc de backgammon

En certs jocs (backgammon, guirguiesca), els jugadors enviden al descobert, ja que en tot moment coneixen la situació de la partida, i poden valorar la conveniència d'acceptar l'envit o no. El jugador que avantatja el seu contrincant pot valdre's de l'envit per millorar el premi en un moment de la partida on la probabilitat li és favorable. En el cas que l'adversari no accepti l'envit, el jugador guanya automàticament la partida, sense haver de jugar fins al final –amb el risc que la sort canviï-.
Alguns jocs de naips (pòquer) ofereixen la possibilitat de fer un envit a cegues. Com que cada jugador manté les seves cartes cobertes, el resultat de la mà és del tot incert. Els jugadors enviden suposant que la seva mà és superior a la de llurs contrincants. Per exemple: dos jugadors inicien una partida amb una posta inicial de 10 euros (5 € per cada jugador). Seguidament, es reparteixen les cartes, i cada jugador valora la seva mà. Aleshores un dels jugadors decideix pujar la posta a 100 €. Sobre la taula hi ha 110 €. Si el contrincant considera que té bon joc acceptarà la invitació, i afegirà uns altres 100 €. Els jugadors mostren les seves cartes, i es farà amb els 210 euros qui tingui millor mà. Però en el cas que el segon jugador consideri no tenir possibilitats de guanyar pot abandonar el joc, i perdre només la posta inicial (5 euros). Les cartes es tornen a remenar per la següent partida, i ningú no sabrà mai qui tenia les millors cartes.
L'envit a cegues permet als jugadors fer una catxa. Amb aquest terme, ens referim a l'engany que un jugador fa quan proposa un envit malgrat no tenir possibilitats reals de guanyar amb les seves cartes. El jugador puja la posta per donar a entendre que té una molt bona mà, amb l'ànim de cohibir els seus adversaris, i que aquests es rendeixin.

## Història
El fenomen de l'envit s'ha donat en diversos jocs des d'antic. Trobem les primeres referències en el tractat medieval El llibre dels jocs del rei castellà Alfons X. En aquest llibre es recullen les regles de diversos jocs de daus, entre ells el de guirguiesca, el qual era d'envit.
A Itàlia, durant segle xvi, s'originà el joc de primera. Es tracta del primer joc d'envit practicat amb naips. Immediatament sorgiren nombrosos jocs de cartes similars en el sistema d'apostes. A la Monarquia Catòlica, territori on el joc d'aposta estava estrictament vigilat, els jocs d'envit entraren a formar part de la llista dels jocs prohibits –anomenats precisament juegos de suerte, azar y envite-. Malgrat tot, alguns jocs, com el truc o el mus, mai no van ser inclosos a la llista.
Durant el segle xix, als Estats Units, sorgí el joc del pòquer. Aquest joc ha adquirit gran popularitat arreu del món, i en l'actualitat és el joc d'envit més estès. Les múltiples modalitats d'aquest joc són legals a diversos països –entre ells, l'estat espanyol-.

## Jocs d'envit
- Pòquer
- Mus
- Joc del truc
- Bridge
- Giley